# The Exact Sciences in Antiquity
The Exact Sciences in Antiquity (Les Sciences exactes dans l'Antiquité) est un livre de référence en anglais d'Otto E. Neugebauer consacré aux mathématiques et à l'astronomie des anciennes Mésopotamie et Égypte, jusqu'à celles de la Grèce antique.

## Éditions
Il est issu d'une série de conférences délivrée à l'université Cornell en 1949. Une première édition est sortie en 1951 (Munksgaard), puis une deuxième, augmentée de deux appendices, en 1957 (Brown University Press) réimprimée en 1969 (Dover publications). Chaque chapitre est suivi d'une bibliographie, ainsi que de notes et références plus techniques que le corps du texte.
Une traduction en français a été publiée en 1992, chez Actes Sud.

## Composition
Le livre est composé de six chapitres, deux appendices, quatorze planches et un index détaillé. Afin de faciliter les références, chaque partie de chapitre est numérotée, de sorte que le livre est partagé en quatre-vingt-dix sous-chapitres.

### Chapitre 1:Numbers

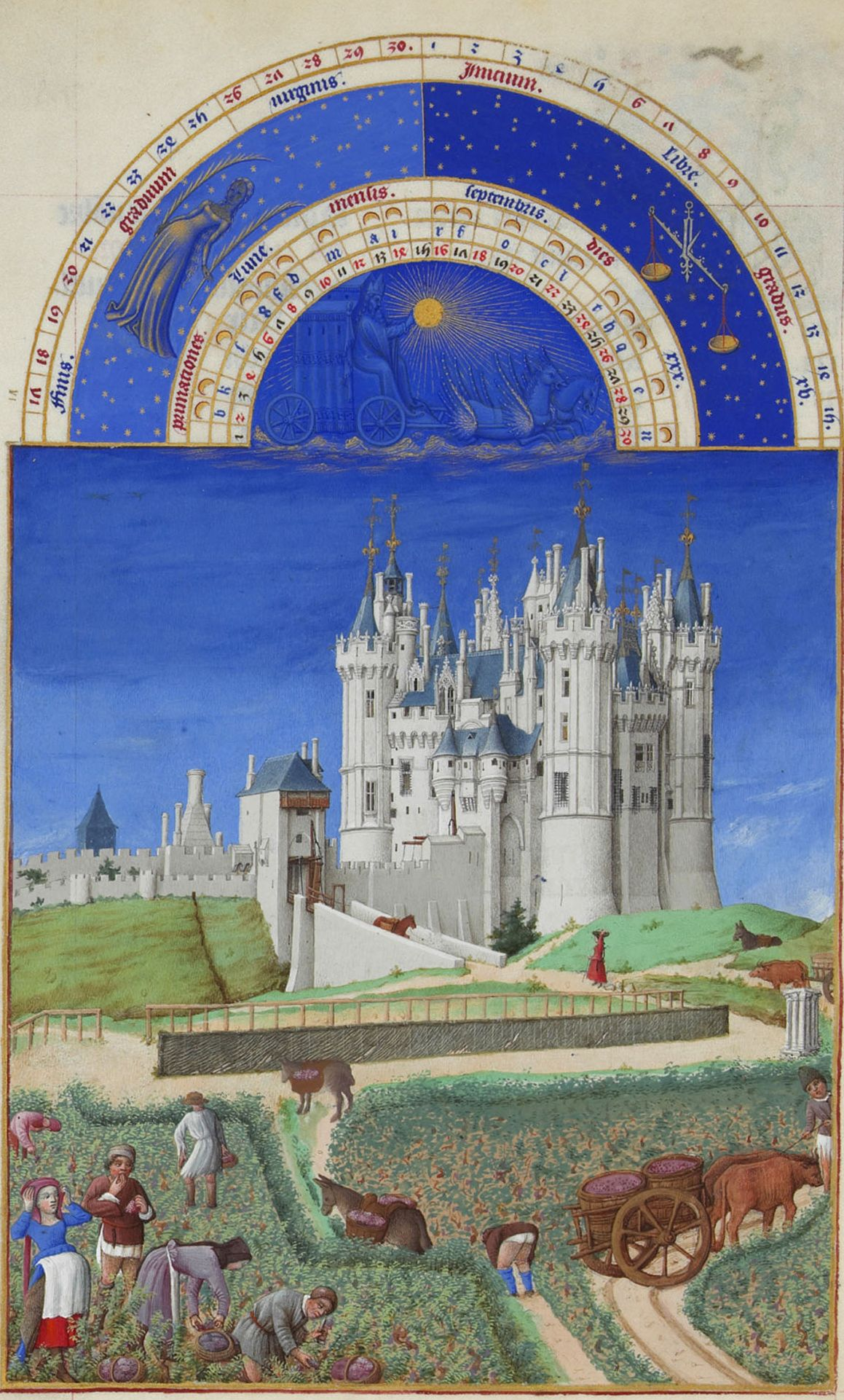
Septembre, dans Les Très Riches Heures du duc de Berry.

Paradoxalement, ce livre consacré aux sciences dans l'Antiquité s'ouvre sur une étude d'une image extraite du livre de prière Les Très Riches Heures du duc de Berry, datant du XVe siècle. En effet, Otto Neugebauer soutient que le découpage historique classique entre Antiquité et Moyen Âge n'a pas lieu d'être en matière d'astronomie et de mathématiques. Il place le changement d'ère, en sciences exactes, à partir d'Isaac Newton avec notamment l'apparition du calcul différentiel.

« For the history of mathematics and astronomy the traditional division of political history into Antiquity and Middle Ages is of no significance. »

L'analyse de la partie supérieure de l'enluminure, qui contient un calendrier avec différents nombres, symboles et considérations astronomiques ou astrologiques entraîne Neugebauer à présenter différents systèmes de numération (numération babylonienne et numération romaine) et quelques calculs astronomiques encore en vigueur au Moyen Âge mais datant de l'Antiquité, notamment pour déterminer les dates des nouvelles lunes.